# Série de championnat de la Ligue américaine de baseball 1976
La Série de championnat de la Ligue américaine de baseball 1976 était la série finale de la Ligue américaine de baseball, dont l'issue a déterminé le représentant de cette ligue à la Série mondiale 1976, la grande finale des Ligues majeures.
Cette série trois de cinq débute le samedi 9 octobre 1976 et se termine le jeudi 14 octobre par une victoire des Yankees de New York, trois matchs à deux sur les Royals de Kansas City. Il s'agit du premier de trois affrontements en trois ans entre ses deux équipes dans la Série de championnat. Avec cette victoire, New York accède à la première de trois Séries mondiales consécutives.

## Équipes en présence
Avec 97 victoires contre 62 défaites en saison régulière, les Yankees de New York remportent en 1976 le championnat de la division Est de la Ligue américaine, à bonne distance des Orioles de Baltimore, qu'ils devancent par dix parties et demie. Les Yankees terminent en tête de leur division pour la première fois depuis 1964 et se qualifient pour la première fois en Série de championnat depuis la création de cette ronde éliminatoire en 1969.
Les Royals de Kansas City décrochent le titre de la division Ouest de l'Américaine avec une fiche en saison de 90 gains et 72 défaites, deux matchs et demi devant les Athletics d'Oakland, qui sont relégués au second rang après cinq titres de section en cinq ans. Les Royals terminent premiers dans leur division pour la toute première fois depuis l'entrée en scène, en 1969, de leur franchise.

## Déroulement de la série

### Calendrier des rencontres
| Match | Date       | Visiteur              | Hôte                  | Score |
| ----- | ---------- | --------------------- | --------------------- | ----- |
| 1     | 9 octobre  | Yankees de New York   | Royals de Kansas City | 4 - 1 |
| 2     | 10 octobre | Yankees de New York   | Royals de Kansas City | 3 - 7 |
| 3     | 12 octobre | Royals de Kansas City | Yankees de New York   | 3 - 5 |
| 4     | 13 octobre | Royals de Kansas City | Yankees de New York   | 7 - 4 |
| 5     | 14 octobre | Royals de Kansas City | Yankees de New York   | 6 - 7 |

### Match 1
Samedi 9 octobre 1976 au Royals Stadium, Kansas City, Missouri.
| Yankees de New York                                                                                         | 2 | 0 | 0 | 0 | 0 | 0 | 0 | 0 | 2 | 4 | 12 | 0 |
| Royals de Kansas City                                                                                       | 0 | 0 | 0 | 0 | 0 | 0 | 0 | 1 | 0 | 1 | 5  | 2 |
| Lanceurs partants : NYY : Catfish Hunter KC : Larry Gura Vic. : Catfish Hunter (1-0) Déf. : Lary Gura (0-1) |   |   |   |   |   |   |   |   |   |   |    |   |

### Match 2
Dimanche 10 octobre 1976 au Royals Stadium, Kansas City, Missouri.
| Yankees de New York                                                                                             | 0 | 1 | 2 | 0 | 0 | 0 | 0 | 0 | 0 | 3 | 12 | 5 |
| Royals de Kansas City                                                                                           | 2 | 0 | 0 | 0 | 0 | 2 | 0 | 3 | X | 7 | 9  | 0 |
| Lanceurs partants : NYY : Ed Figueroa KC : Dennis Leonard Vic. : Paul Splittorff (1-0) Déf. : Ed Figueroa (0-1) |   |   |   |   |   |   |   |   |   |   |    |   |

### Match 3
Mardi 12 octobre 1976 au Yankee Stadium, New York, NY.
| Royals de Kansas City | 3 | 0 | 0 | 0 | 0 | 0 | 0 | 0 | 0 | 3 | 6 | 0 |
| Yankees de New York | 0 | 0 | 0 | 2 | 0 | 3 | 0 | 0 | X | 5 | 9 | 0 |
| Lanceurs partants : KC : Andy Hassler NYY : Dock Ellis Vic. : Dock Ellis (1-0) Déf. : Andy Hassler (0-1) Sauv. : Spary Lyle (1) HRs: NYY : Chris Chambliss (1) |   |   |   |   |   |   |   |   |   |   |   |   |

### Match 4
Mercredi 13 octobre 1976 au Yankee Stadium, New York, NY.
| Royals de Kansas City | 0 | 3 | 0 | 2 | 0 | 1 | 0 | 1 | 0 | 7 | 9  | 1 |
| Yankees de New York | 0 | 2 | 0 | 0 | 0 | 0 | 1 | 0 | 1 | 4 | 11 | 0 |
| Lanceurs partants : KC : Larry Gura NYY : Catfish Hunter Vic. : Doug Bird (1-0) Déf. : Catfish Hunter (1-1) Sauv. : Steve Mingori (1) HRs: NYY : Graig Nettles (1, 2) |   |   |   |   |   |   |   |   |   |   |    |   |

### Match 5
Jeudi 14 octobre 1976 au Yankee Stadium, New York, NY.
| Royals de Kansas City | 2 | 1 | 0 | 0 | 0 | 0 | 0 | 3 | 0 | 6 | 11 | 1 |
| Yankees de New York | 2 | 0 | 2 | 0 | 0 | 2 | 0 | 0 | 1 | 7 | 11 | 1 |
| Lanceurs partants : KC : Dennis Leonard NYY : Ed Figueroa Vic. : Dick Tidrow (1-0) Déf. : Mark Littell (0-1) HRs : KC : John Mayberry (1), George Brett (1) NYY : Chris Chambliss (2) |   |   |   |   |   |   |   |   |   |   |    |   |